# Hildegard Peplau
Hildegard E. Peplau (Reading, Pensilvânia, 1 de setembro de 1909 — 17 de março de 1999) foi a primeira teorista de enfermagem publicada após Florence Nightingale que criou a teoria da enfermagem de médio alcance das relações interpessoais, o que ajudou a revolucionar o trabalho acadêmico das enfermeiras. Como principal contribuinte para a reforma da lei da saúde mental, ela abriu o caminho para o tratamento humano de pacientes com distúrbios de comportamento e personalidade. Peplau via a enfermagem como uma profissão educativa que promove a saúde do indivíduo.

## Biografia

### Juventude
Hilda nasceu em Reading, Pensilvânia de pais imigrantes de descendência alemã, Gustav e Otyllie Peplau. Ela era a segunda filha de seis filhos. Gustav era um trabalhador analfabeto e Otyllie era uma mãe opressiva e perfeccionista. Embora o ensino superior nunca tenha sido discutido em casa, Hilda era de temperamento forte, com motivação e visão para crescer além dos papéis femininos tradicionais. Ela queria mais da vida e sabia que a enfermagem seria uma das poucas opções de carreira para as mulheres de seu tempo. Quando criança, ela testemunhou a devastadora epidemia da gripe de 1918, uma experiência pessoal que influenciou grandemente sua compreensão do impacto da doença e da morte sobre as famílias.
No início de 1900, a era das controladoras e autônomas escolas de enfermagem Nightingale chegou ao fim — as escolas passaram a ser controladas por hospitais e o formal “aprendizado por livros” foi desencorajado. Os hospitais e os médicos viam as mulheres na enfermagem como uma fonte de trabalho gratuito ou de baixo custo. A exploração não era incomum por parte dos empregadores da enfermagem, médicos e prestadores de ensino. A prática da enfermagem era controlada pela medicina.

## Obras
- Hildegard E. Peplau. Interpersonal Relations in Nursing: A Conceptual Frame of Reference for Psychodynamic Nursing. Springer Publishing Company; 1988. ISBN 978-0-8261-9786-3.
- Hildegard E. Peplau; Anita Werner O'Toole; Sheila Rouslin Welt. Interpersonal theory in nursing practice: selected works of Hildegard E. Peplau. Springer Pub. Co.; 1989.
- Hildegard E. Peplau. Basic Principles of Patient Counseling: Excerpts from Two Clinical Nursing Workshops in Psychiatric Hospitals. P S F Productions; 1975.

- Hildegard E. Peplau. The Psychotherapy of Hildegard E. Peplau. PSF Productions; 1979.
- Hildegard E. Peplau. Foreword by Louise Mcmanus. Putnam; 1952
- Hildegard E. Peplau. Nursing Theory. 1983.
- Hildegard E. Peplau; Alabama. Division of Mental Hygiene. Mental Health Nursing. Division of Mental Hygiene, Alabama Department of Public Health; 1965.
- Hildegard E. Peplau. The Educative Process for the Preparation of Clinical Specialists in Psychiatric Nursing. Rutgers State University, College of Nursing and Graduate School; 1960.